# Vega de Santa María
Vega de Santa María è un comune spagnolo di 134 abitanti situato nella comunità autonoma di Castiglia e León.